# Planchonella micronesica
Planchonella micronesica är en tvåhjärtbladig växtart som först beskrevs av Ryozo Kanehira, och fick sitt nu gällande namn av Ryozo Kanehira och Herman Johannes Lam. Planchonella micronesica ingår i släktet Planchonella och familjen Sapotaceae. Inga underarter finns listade i Catalogue of Life.